# Teateråret 1997

## Händelser

### Januari
- 17 januari - Operan Vargen kommer har premiär på Malmö musikteater.[1]

### Augusti
- 18 augusti - Styrelsen för Göteborgs stadsteater tänker säga upp personalen och stänga teatern minst ett år för att få ordning på ekonomin [2] och de konstnärliga problemen. Kulturarbetare runtom i Sverige protesterar [3].

### Okänt datum
- Ingrid Dahlberg efterträder Lars Löfgren som chef för Dramaten
- Dramaten inviger scenen Elverket belägen i ett ombyggt elektricitetsverk.
- Teater Brunnsgatan Fyra omvandlades till en ideell förening med Kristina Lugn som konstnärlig ledare
- Stefan Böhm efterträder Finn Poulsen som chef för Uppsala stadsteater[4]

## Priser och utmärkelser
- O'Neill-stipendiet tilldelas Krister Henriksson
- Thaliapriset tilldelas skådespelaren Thorsten Flinck
- Svenska Akademiens teaterpris tilldelas Per Verner-Carlsson

### Guldmasken
| Kvinnlig huvudroll:             | Eva Rydberg        | West Side Story             |
| Manlig huvudroll:               | Stefan Sauk        | Miss Saigon                 |
| Kvinnlig biroll:                | Sofia Källgren     | Miss Saigon                 |
| Manlig biroll:                  | Johan Boding       | Miss Saigon                 |
| Kvinnlig huvudroll i talpjäs:   | Suzanne Reuter     | Hotelliggaren               |
| Manlig huvudroll i talpjäs:     | Robert Gustafson   | Hotelliggaren               |
| Kvinnlig biroll i talpjäs:      | Lottie Ejebrant    | Spanska Flugan              |
| Manlig biroll i talpjäs:        | Reuben Sallmander  | Spanska Flugan              |
| Regi:                           | Thomas Ryberger    | Spanska Flugan och ART      |
| Koreografi:                     | Ingemar Wiberg     | Hotelliggaren               |
| Scenografi:                     | Sven Börje Gaborn  | Csardasfurstinnan           |
| Kostym:                         | Kategorin finns ej |                             |
| Barn- och Familjeföreställning: | Kategorin finns ej |                             |
| Föreställning:                  | Kategorin finns ej |                             |
| Bäste artist:                   | Kategorin finns ej |                             |
| Teaterchefernas pris:           | Kategorin finns ej |                             |
| Juryns specialpris:             | Ulf Brunnberg      | Folkan                      |
| Privatteatrarnas pris:          | Hagge Geigert      | Lisebergsteatern i Göteborg |

Se vidare MusikalNet listor över pristagare

## Årets uppsättningar

### Februari
- 26 februari – King Gordogan, som ursprungligen skrevs på kroatiska av Radovan Ivšić redan 1943 men fick spelförbud av den då rådande fascistregeringen och förblev ospelad i Jugoslavien ända fram till 1979, sätts för första gången upp i USA av Rorschach Theater Company. Det sker på Ohio Theater i New York och The New York Times kritiker D.J.R. Bruckner kallar pjäsen "a ferociously intelligent, witty and amusing play".[5]

### Juni
- 23 juni - William Shakespeares Som ni vill ha det i regi av Thomas Segerström, börjar spelas på Romateatern, Gotland [6].

### Augusti
- 29 augusti - Barbro Smeds Faran av att bo på nedre botten har premiär på Stockholms stadsteater [6].

### September
- 5 september - Anton Tjechovs Måsen, i regi av Joakim Groth, börjar spelas av Unga Klara på Stockholms stadsteater [6].

### November
- 1 november - Premiär för Ingmar Bergmans TV-pjäs Larmar och gör sig till. [7]
- 14 november - John Fosse spelas för första gången i Sverige då Barnet har Sverigepremiär på Teater Giljotin i Stockholm, i regi av Kia Berglund [6].
- 29 november - William Shakespeares Hamlet i regi av Jasenko Selimobiv börjar spelas på Göteborgs stadsteater [6].

### Okänt datum
- Teater Nostra sätter upp en pjäs om Yngsjömordet i regi av Göran Stangertz
- Pippi Långstrump i Gunnebo sommarspel
- Peer Gynt av Henrik Ibsen, med Teater Avalon, i regi av Bobo Lundén
- The Black Rider av Tom Waits, på Elverket, i regi av Richard Günther
- Galenskaparna och After Shave har sin åttonde gemensamma revy Alla ska bada på Lorensbergsteatern.

## Avlidna
- 17 september - Trolle Rhodin, 79, svensk cirkusledare.[1]